# Micragone colettae
Micragone colettae är en fjärilsart som beskrevs av Pierre Claude Rougeot 1959. Micragone colettae ingår i släktet Micragone och familjen påfågelsspinnare. Inga underarter finns listade i Catalogue of Life.